# Gerd Albrecht (Prähistoriker)

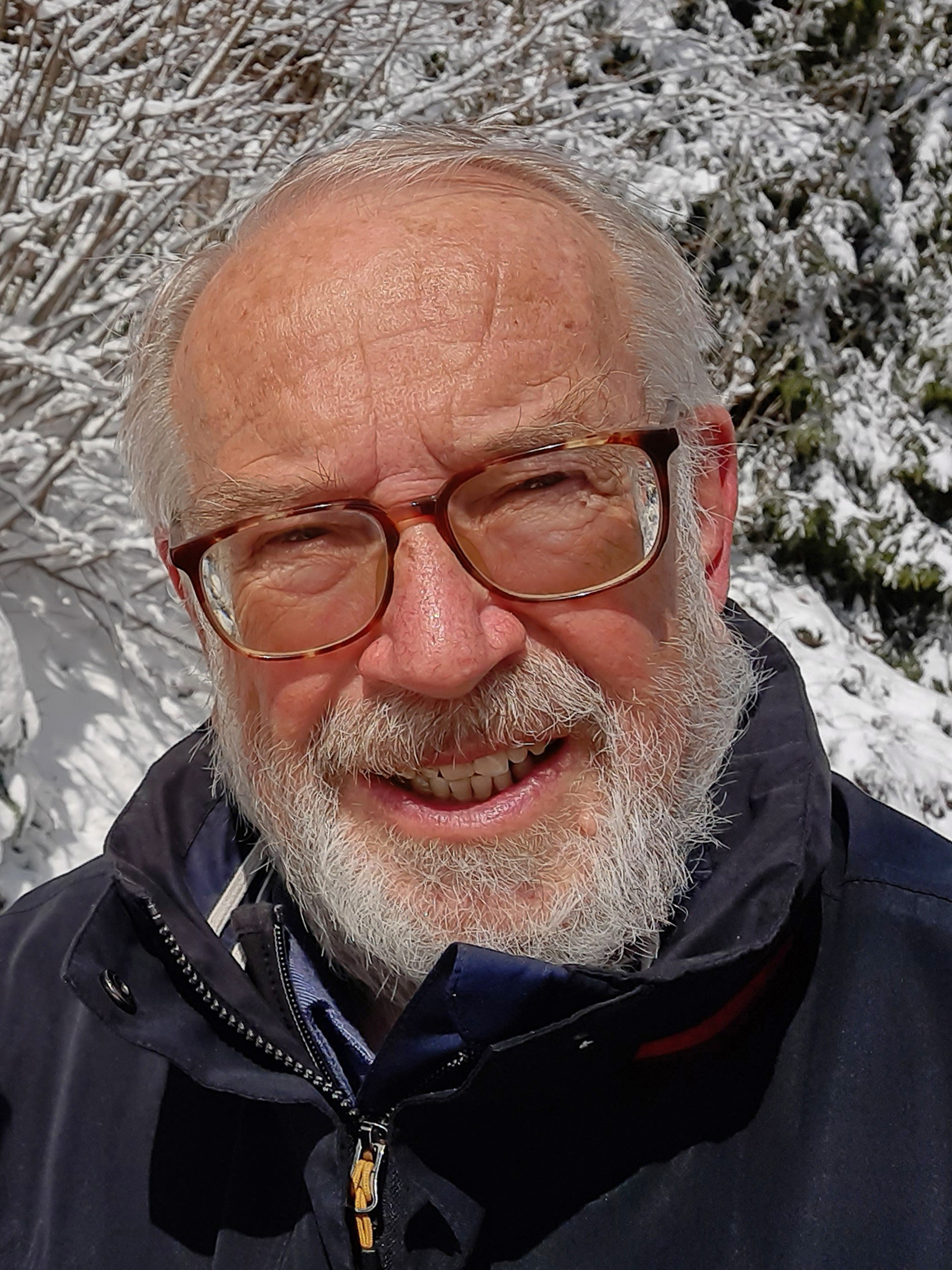
Gerd Albrecht (2022)

Gerd Albrecht (* 19. November 1946 in Hirschhorn am Neckar) ist ein deutscher Prähistorischer Archäologe.

## Werdegang
Gerd Albrecht wurde als erstes von zwei Kindern des Kaufmanns David Albrecht und seiner Frau Elisabeth Albrecht, geb. Gärtner, in Hirschhorn am Neckar geboren. Er besuchte die Grundschulen in Finkenbach und Haan, das Abitur legte er 1966 am Helmholtz-Gymnasium in Hilden ab. Im selben Jahr wurde er zum Grundwehrdienst nach Donauwörth einberufen, den er 1967 aus gesundheitlichen Gründen beendete.
Von 1967 bis 1969 studierte Gerd Albrecht Betriebswirtschaft an der Wirtschaftswissenschaftlichen Fakultät der Universität zu Köln. In dieser Zeit belegte er auch Vorlesungen und Übungen in den Fächern Ägyptologie, Sumerologie sowie Klassische Archäologie und nahm an Ausgrabungen in Gönnersdorf, Norşuntepe, Lommersum und am Bonner Marktplatz teil. Albrecht ist Gründungsmitglied der 1969 eingetragenen Deutschen Gesellschaft für Ur- und Frühgeschichte. Von 1969 bis 1974 studierte er Ur- und Frühgeschichte zunächst in Köln bei Gerhard Bosinski, bevor er 1970 an die Universität Tübingen zu Hansjürgen Müller-Beck wechselte und dort auch die Nebenfächer Anthropologie und Ethnologie belegte. Während des Studiums nahm Albrecht teil an Ausgrabungen unter anderem im Eselsburger Tal (Spitzbubenhöhle, Malerfels I), am Zigeunerfels, in Ksar Akil im Libanon und am historischen Moschusochsen-Jagdplatz Umingmak in Arktisch-Kanada.

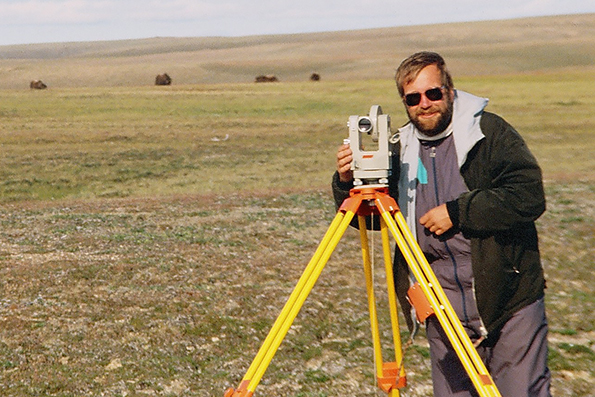
Gerd Albrecht 1989 bei einer Grabung in Umingmak, (Arktisch-Kanada)

Bis 1979 folgten zahlreiche Grabungskampagnen an der magdalénienzeitlichen Fundstelle Petersfels im Brudertal bei Engen, an der Gnirshöhle sowie eine Prospektion in dem von ihm entdeckten Drexlerloch.

Unter dem Arbeitstitel Der steinzeitliche Fundplatz Malerfels I und ein Merkmalsystem für geometrische Mikrolithen legte er 1974 die Diplomprüfung im Fach Urgeschichte ab. Nach der Promotion 1979 in Tübingen mit der Dissertation Die Magdalénien-Inventare vom Petersfels bildeten seine Arbeiten in der Türkei an der Faustkeilstation Şehremuz in Anatolien und der mittel- und jungpaläolithischen Karain-Höhle bei Antalya weitere Forschungsschwerpunkte. Eine dabei von ihm im Taurusgebirge neu entdeckte Schneckenart trägt seinen Namen (Turanena albrechti).

„Die neue Art benenne ich nach meinem Reisegefährten, Herrn Dr. Gerd Albrecht (Tübingen), der sie als erster entdeckt hat und dessen Ortskenntnis und tatkräftiger Unterstützung ich die Möglichkeit zu einer ganzen Reihe von Sammelexkursionen in das zoologisch noch wenig erforschte Taurus-Gebirge verdanke.“

In den folgenden Jahren nahm Albrecht Lehraufträge wahr an Hochschulen in Tübingen, Hohenheim, Innsbruck,  Prag und Bangkok. Zwischen 1996 und 2008 war er wiederholt Dozent an der Royal University of Fine Arts (RUFA) in Phnom Penh, Kambodscha, wo er die Studiengänge Feldarchäologie und Prähistorische Archäologie einrichtete, Grabungstechnik und Auswertungsmethodik lehrte und archäologische Fachkräfte ausbildete. Er führte landesweit Lehrgrabungen, Geländearbeiten und Ausgrabungen an kreisförmigen Wall-Graben-Siedlungen durch (z. B. Phoum Chong, Krek 52/62). Albrecht rief 1999 das Memot Centre for Archaeology ins Leben, eine gemeinnützige Forschungseinrichtung mit Museum in der Provinz Kampong Cham. Für ihr Engagement beim Aufbau dieses ersten eigenständig-kambodschanischen Ausbildungszentrums für Archäologie und Vorgeschichte wurden seiner Frau und ihm der silberne bzw. silberne und goldene Verdienstorden des Königreichs Kambodscha verliehen.
Albrecht war zwischen 1995 und 2020 Organisator der Petersfelstage, einer in zweijährigem Rhythmus stattfindenden Veranstaltung im Eiszeitpark Engen, bei der steinzeitliche Jagdtechniken und Handwerk gezeigt werden. Den 2003 eröffneten archäobotanischen Park mit urgeschichtlichem Erlebnispfad hatte er konzipiert und eingerichtet sowie die Gnirshöhle zur Schauhöhle ausgebaut. Auch die Dauerausstellung zum Petersfels im Städtischen Museum in Engen geht auf ihn zurück.

## Familie
Gerd Albrecht ist seit 1976 verheiratet mit der Palynologin Barbara Albrecht, geb. Schumm. Das Paar hat zwei Söhne (Christoph *1978 und Moritz *1981) und lebt in der Nähe von Freiburg im Breisgau.

## Schriften (Auswahl)
- mit Gillian L. Wong, Susanne C. Münzel: Das Drexlerloch im Brudertal bei Engen im Hegau. Neue Daten zu der ungestörten Fundstelle aus dem Magdalénien. In: „All der holden Hügel ist keiner mir fremd …“ Festschrift zum 65. Geburtstag von Claus-Joachim Kind. Verlag Dr. Rudolf Habelt, Bonn 2019, ISBN 978-3-7749-4180-9, S. 301–310.
- mit Friedhelm Gröteke (Hrsg.): Giulio Adamoli: Auf der Suche nach Seidenraupen in Mittelasien – Das Reisetagebuch eines Italieners aus den Jahren 1869 und 1870. Sursum Verlag, Tišnov 2009, ISBN 978-80-7323-183-5 (das Faksimile des Tagebuchs ISBN 978-80-7323-184-2).
- Die Kiste des Gewürzhändlers – Eine Handelsreise durch Kleinasien. Sursum Verlag, Tišnov 2005, ISBN 978-3-7749-4180-9
- mit Hansjürgen Müller-Beck (Hrsg.): Das Paläolithikum von Şehremuz bei Samsat am Euphrat. Archäologie und Landschaftsdynamik (= Tübinger Monographien zur Urgeschichte Band 10). Verlag Archaeologica Venatoria, Tübingen 1994, ISBN 3-921618-37-1
- et al.: Late Pleistocene and Early Holocene finds from Öküzini: A contribution to the settlement history of the bay of Antalya, Turkey. In: Paléorient 18/2, 1992, S. 123–141.
- mit Andrea Hahn: Rentierjäger im Brudertal – Die jungpaläolithischen Fundstellen um den Petersfels und das Städtische Museum Engen im Hegau In: Führer zu archäologischen Denkmälern in Baden-Württemberg Band 15, Konrad Theiss Verlag, Stuttgart 1991, ISBN 80-7323-099-2
- mit Hansjürgen Müller-Beck (Hrsg.): Die Anfänge der Kunst vor 30000 Jahren. Theiss, Stuttgart 1987, ISBN 3-8062-0508-6.
- mit Hubert Berke, François Poplin: Naturwissenschaftliche Untersuchungen an Magdalénien-Inventaren vom Petersfels, Grabungen 1974–1976 (= Tübinger Monographien zur Urgeschichte Band 8). Verlag Archaeologica Venatoria, Tübingen 1983, ISBN 3-921618-17-7
- Magdalénien-Inventare vom Petersfels – Siedlungsarchäologische Ergebnisse der Ausgrabungen 1974–1976. (= Tübinger Monographien zur Urgeschichte Band 6). Verlag Archaeologica Venatoria, Tübingen 1979, ISBN 3-921618-09-6
- mit Joachim Hahn, Wolfgang G. Torke: Merkmalanalyse von Geschoßspitzen des mittleren Jungpleistozäns in Mittel- und Osteuropa. Archaeologica Venatoria, Verlag W. Kohlhammer, Stuttgart 1972, ISBN 3-17-229011-5